# 科隆協奏團
科隆協奏團（Concerto Köln）是一個專門以歷史考究的演奏方式演出18及19世紀初期音樂的管弦樂團。
自從2005年起，科隆協奏團將辦公室以及練習室設置在科隆市的Ehrenfeld區。

## 沿革
科隆協奏團是由科隆音樂學院的學生們在1985年創建。小提琴手Werner Ehrhardt直到2005年都是該團的藝術指導，之後由長笛手Martin Sandhoff接任該職務至今。
在科隆協奏團的發展歷程中，他們曾與許多頂級的音樂家合作過，其中包括例如切西利雅・巴托莉、Vivica Genaux、Waltraud Meier、納塔莉・德賽、Philippe Jaroussky、Christoph Prégardien、安德瑞斯・修爾、烏爾利希・圖庫爾、哈拉德・許密特及布魯諾・岡茲等。也與許多合唱團體諸如WDR、NDR以及BR的合唱團、萊比錫托馬斯教會合唱團、雷根斯堡主教座堂合唱團、 Sarband、Balthasar-Neumann-Ensembles、Collegium Vocale Gent以及RIAS室內合唱團等經常地合作。諸多指揮如艾佛・巴爾頓、丹尼尔·哈丁以及彼得・戴克斯特拉等皆客座指揮過科隆協奏團。
在演奏以及錄製知名曲目之外，科隆協奏團還致力於重新發現那些被遺忘、或者較少被演奏的作品，例如約瑟夫・馬丁・克勞斯，Henri-Joseph Rigel，法蘭索瓦−約瑟夫・戈塞克，Francesco Durante，約瑟夫・米斯利維切克或約翰・費爾德等人的作品。近年來，科隆協奏團也透過在他們的排練室中舉辦免費的學生音樂會，致力於提升、培育下一世代的音樂素養。除此之外，科隆協奏團也和科隆萊茵音樂學院巴洛克管弦樂團（Miche Erauw指導）以及和位於Köln-Ehrenfeld區的米歇爾・恩德小學有著合作關係。

## 獲獎與榮譽
科隆協奏團成團至今已受到許多國家、國際獎項的肯定，例如：葛萊美獎、德國唱片評論獎、ECHO Klassik (2003、2005、2007、2009和2013)、MIDEM古典音樂獎（Midem Classical Award）、德國評論獎以及Choc du Monde de la Musique、 Diapason d’Année und der Diapason d´Or等獎項。
2013年，科隆協奏團錄製義大利作曲家Vinci的歌劇Artaserse全本錄音，在國際歌劇大獎中被提名為最佳全本錄音。

## 作品節選

### 商業錄音
至今科隆協奏團已經發行了超過50張CD。以下為他們較具代表性的作品。
- 2012：雷歐納多・溫奇，Artaserse，Diego Fasolis（指揮），維京唱片。
- 2010：巴哈，管絃樂組曲，Berlin Classics。
- 2010：韓德爾，以色列人在埃及，Peter Dijkstra（指揮），BR Klassik.
- 2009：Henri-Joseph Rigel，交響曲集，Edel Records
- 2008：Christoph Martin Wieland / Anton Schweitzer，Alceste，Michael Hofstetter（指揮），Berlin Classics。
- 2007：義大利歌劇詠嘆調 (Verdi, Bellini, Donizetti)，Evelino Pidò（指揮），納塔莉・德賽（女高音），維京古典。
- 2007：莫札特，MOZART，DGG。
- 2004：Johann Wilhelm Wilms，第六、七號交響曲，DGG。 獲得2005年Echo Klassik
- 2004：莫札特，費加洛婚禮，René Jacobs（指揮）。獲得2005年葛萊美獎
- 2003: Dream of the Orient. Mit Ensemble Sarband. 獲得2003年Echo Klassik
- 1999：費爾德，第二、三號鋼琴協奏曲，Andreas Staier（鋼琴），Teldec。
- 1998: 格勞恩，克麗歐佩托拉與凱撒，René Jacobs（指揮），Harmonia Mundi France。
- 1994：Gaetano Brunetti，交響曲集，Capriccio。
- 1992：Francesco Durante， Concerti，Gerald Hambitzer （大鍵琴），Capriccio。
- 1991：韓德爾，朱利歐・凱撒，René Jacobs（指揮），Harmonia Mundi France。
- 1990：巴哈，清唱劇兩首：Auf schmetternde Töne (BWV 207a)、Schleicht, spielende Wellen (BWV 206)，Frieder Bernius（指揮），斯圖加特室內合唱團。
- 1987：格魯克，Echo et Narcisse，René Jacobs（指揮），Harmonia Mundi France。
- 1987：六首威尼斯協奏曲 (Antonio Vivaldi, Giovanni Battista Sammartini, Pietro Antonio Locatelli)，Christian Mendoze（長笛），Capriccio。

## 外部連結
- Werke von und über Concerto Köln （页面存档备份，存于） im Katalog der Deutschen Nationalbibliothek
- Offizielle Homepage （页面存档备份，存于）
- 科隆協奏團的Discogs页面（英文）